# くるみ割り人形 (1979年の映画)
『くるみ割り人形』（くるみわりにんぎょう）は、1979年3月3日に公開されたサンリオ製作の人形アニメーション映画。

## 概要
ホフマンの童話『くるみ割り人形とねずみの王様』とチャイコフスキー作曲のバレエ『くるみ割り人形』が原作。
ストーリーはバレエ音楽に準拠したものではなく、ホフマンの原作内容を元に、辻信太郎が脚色したオリジナルストーリーで進行する。物語の随所には実際のバレエ音楽より「情景」のシーンが挿入されている他、フランツの城の場面ではバレエ組曲より「葦笛の踊り」「行進曲」「金平糖の精の踊り」「花のワルツ」などをメドレー方式にアレンジされたものが使われている。劇中の演奏は小泉和裕指揮新日本フィルハーモニー交響楽団が担当。
DVDは2010年2月16日に発売、2013年7月にはデジタル処理を施したHDリマスター版がDVDとブルーレイで発売された。当初発売されたDVDはモノラルで、ステレオでの収録はHDリマスター版からとなる。

## ストーリー
時は19世紀ドイツ。シュタールバウム家の一人娘・クララは遠縁である人形師・ドロッセルマイヤーから王子の格好をした不思議な人形をもらったことにより、ある出来事に巻き込まれる。
従兄弟フリッツが三年ぶりに帰宅する前の晩、眠りについたクララは二つ頭の白ネズミの女王・マウゼリンクス夫人率いるネズミの一団に襲われるが、動き出した人形が撃退する。翌朝、人形は消えていた。人形を捜すうちに自室の時計の中に入り込んだクララは、気がつくと「人形の国」に来ていた。
そこで出会ったのは自分と瓜二つの王女・マリーだった。マリーはマウゼリンクス夫人の呪いにより、醜いネズミの姿にされたうえ、1年以上も眠ったままでいた。しかし、呪いを解く方法は今でも見つからないまま。マルチパン城のフランツ王子は呪いを解こうと各界の学者を呼び寄せるが、有効な策は出ない。
クララは何とかして夫人にかけられた呪いを解く方法を見つけようと決意し、夜の街で出会った謎の老婆から教えられた占い師の元を訪ねる。占い師は「クラカトークのクルミ」を「真珠の剣」で割ることで呪いが解けると言い、所蔵していた真珠の剣をフランツに渡す。
そしてネズミの一団との戦い。マウゼリンクス夫人を退いたフランツはいとも簡単にクルミを割り、マリーは夫人の呪いから解放される。だがその代償として、フランツは醜い人形の姿になってしまった。悲しみにくれるクララ。一人森をさまよううち、時計屋の老人と出会ったクララはその呪いを解く方法が「本当の愛」であると知ったことで、いつしか眠りにつく。いつか王子と楽しい時を過ごすまでは…。
気づいた時は誰かに狙われていた。フランツに殺されたマウゼリンクス夫人の仇を討とうと、息子のシュヌルルが立ちはだかる。粉々に壊そうとするシュヌルル、それでも諦めないクララ。やがてクララが身代わりになろうとした瞬間、その思いに応えるかのように首元のペンダントが激しく発光。その光に刺激されたシュヌルルは何処かへと散り、動き出した人形はクララを密かに連れ戻していった。
気がつくと、夜はすでに明けていた。熱で休養せざるを得ないクララをドロッセルマイヤーとフリッツは心配そうに見守っていた。帰宅したフリッツは、クララに花束を渡しながら「マルチパン城の王女様にぴったりだよ」とささやくのだった。

## スタッフ
- 企画：辻信太郎、清水浩二、中村武雄
- 原作：E.T.A.ホフマン『くるみ割り人形とねずみの王様』、P.I.チャイコフスキー『くるみ割り人形』（出版：サンリオ出版）
- 脚本：辻信太郎
- 人形デザイン：小室一郎、宮本貞雄、田沢梨枝子
- 美術設定：鏑木昌弥、山下宏
- 設定協力：宮本貞雄、平田敏夫、波多正美
- アニメーション：真賀里文子、中村武雄、持永只仁
- 作・編曲：羽田健太郎、若月明人
- 作詞：寺山修司
- 指揮：小泉和裕
- 演奏：新日本フィルハーモニー交響楽団
- プロデューサー：富岡厚司
- 監督：中村武雄

## キャスト
声の出演
- クララ：杉田かおる
- フランツ、フリッツ：志垣太郎
- 婆や：夏川静枝
- ドロッセルマイヤー、不思議婆さん、森の人形使い、時計商人：西村晃
- 人形の城の皇帝：益田喜頓
- 王女マリー：上原ゆかり
- 侍従長：太宰久雄
- オランダ風名士：玉置宏
- 文学博士：長門裕之
- フランス風名士：藤村有弘
- ロシア風名士：大橋巨泉
- 中国風名士：坂上二郎
- 死刑執行人：愛川欽也
- プロシア風名士：伊藤一葉
- 詩人：森山周一郎
- イギリス風名士：牧伸二
- インド風名士：藤村俊二
- ジプシー占い：北浜晴子
- マウゼリンクス夫人：一の宮あつ子
- 鼠王シュヌルル：山田隆夫
- ふとっちょネズミ：岸部シロー

出演
- ピーター・ウィリアムス

特別出演
- 森下洋子（バレエ）
- 清水哲太郎（バレエ）

## 主題歌・挿入歌
- 「クララのテーマ」（ビショップ・グイン）※エンディングでは英語バージョン
- 「愛の迷い子」（ビショップ・グイン）
- 「時計の唄」（西村晃、シンガーズ・スリー）
- 「悲しみは…」（西村晃）